# جامعة جان مونيه
جامعه جان مونيه (بالإنجليزية: Jean Monnet University)‏ هي جامعة، تأسست في 27 مارس 1969، في فرنسا، وهي عضوة في رابطة الجامعات الأوروبية، واتحاد كوبرين ‏، وFranco-German University ‏، بلغ عدد طلابها 20000 في 1 سبتمبر 2016.